# Solo (bande dessinée)
 (août 2025).
 (août 2025).
Pour les articles homonymes, voir Solo.
Solo est une série de bande dessinée post‑apocalyptique créée, écrite, dessinée et mise en couleur par l’auteur espagnol Oscar Martín, publiée depuis septembre 2014 par les éditions Delcourt dans leur collection Contrebande,. La série principale compte six tomes, répartis sur deux cycles achevés en 2023, et s’est prolongée par deux spin‑offs (Chemins tracés – Fortuna et Siro) ainsi qu’un art‑book (Cannibal Universe).

## Contexte
Oscar Martín, né à Barcelone en 1962, a travaillé près de vingt ans dans l’animation, illustrant notamment des histoires de Tom & Jerry pour la Warner puis des publications dans Le Journal de Mickey. Solo constitue son premier grand projet d’auteur complet, initié en auto-édition avant d’être publié par Delcourt pour une diffusion francophone.

## Synopsis
Après une catastrophe chimique et nucléaire, plusieurs espèces animales évoluent en formes anthropomorphiques, dotées d’intelligence et de conscience. Solo, un jeune rat né dans un clan isolé, décide de partir pour subvenir aux besoins de sa famille. Il traverse un monde hostile : arènes brutales, bandes de mutants, faux havres de paix. La narration, à la première personne, explore son rapport au pouvoir, à la loyauté et à la violence.

## Publication

### Cycle 1 (tomes 1 à 3)
- Tome 1 – Les Survivants du chaos (10 septembre 2014, ~112 p.) : introduction à l’univers et à la solitude de Solo[5].
- Tome 2 – Le Cœur et le Sang (13 janvier 2016, ~112 p.) : Solo découvre l’amour mais aussi la vulnérabilité[6].
- Tome 3 – Le Monde cannibale (18 octobre 2017, ~122 p.) : confrontation finale de Solo pour sauver celle qu’il aime[7].

### Cycle 2 (tomes 4 à 6)
- Tome 4 – Legatus (23 janvier 2019, ~76 p.) : centré sur Legatus, fils adoptif de Solo, qui devient leader d’un mouvement inter-espèces[8].
- Tome 5 – Marcher sans soulever de poussière (27 janvier 2021, ~74 p.) : consolidation progressive du groupe herbivore face aux menaces humaines[9].
- Tome 6 – La fin d’un cercle infini (25 octobre 2023, ~160 p.) : bataille décisive entre espèces, achèvement narratif du cycle principal[10].

### Spin‑offs et hors‑série
- Chemins tracés – Fortuna (2018) : récit centré sur le personnage de Fortuna et sa cartographie du monde.
- Chemins tracés – Siro (2023) : suite racontant l’histoire de Nova, fille héritière de Fortuna.
- Cannibal Universe (2019) : art‑book illustré proposant des planches, croquis et histoires courtes se rapportant à l’univers de Solo[11].

## Personnages
- Solo – rat narrateur et guerrier emblématique du cycle 1.
- Lyra – compagne ou amour de Solo (absentée au début du tome 3).
- Legatus – héros du cycle 2, chien commandant un groupe d’animaux en guerre.
- Fortuna & Nova (Siro) – cartographe respectée et sa fille, dans les spin‑offs respectifs.

## Style graphique et narration
Martín propose un style inspiré de l’animation : dessin fluide, plans panoramiques et scènes d’action très lisibles. La colorisation donne à voir une Terre désertique où dominent les tons ocre, océanique et verdoyants parfois (dans le cycle 2). La narration en voix-off reste sobre, poétique, et propre à illustrer l’état émotionnel du héros.

## Thèmes
- La survie instinctive, portée par un besoin brutal de nourriture et d’alliance.
- Les liens familiaux et camaraderie choisie dans un monde sans lois.
- La culpabilité et la rédemption, surtout dans le parallèle Solo/Legatus.
- Une quête identitaire exprimée en introspection, soutenue par la voix narrative interne.

## Réception
Sur les plateformes spécialisées comme BDThèque ou MDCU‑Comics, la série obtient entre 3,6 et 4,3 / 5 selon les tomes : saluée pour sa réalisation graphique et son ton adulte, mais parfois critiquée pour certaines répétitions de structure (cycles 1). Le tome 6 est jugé comme une conclusion à la hauteur du projet narratif. Y. Tilleuil (sur BDGest) le qualifie de « clashant et saisissant » malgré quelques lenteurs nécessaires. Ses dessins continuent d’être salués pour leur expressivité et leur travail gestuel,.

## Postérité
Plusieurs expositions de planches originales ont eu lieu dans des salons BD et galeries d’art en Europe. Aucun projet d’adaptation audiovisuelle n’était annoncé en 2025, mais l’univers et le visuel de Solo assurent sa visibilité dans les discussions critiques de l’écosystème BD.